# Sorbus decora
Sorbus decora är en rosväxtart som först beskrevs av Charles Sprague Sargent, och fick sitt nu gällande namn av Schneid.. Sorbus decora ingår i släktet oxlar, och familjen rosväxter. Inga underarter finns listade i Catalogue of Life.